# Оділон Барро
Оділон Барро, повне ім'я Іасінт Каміль Оділон Барро (фр. Hyacinthe Camille Odilon Barrot; 19 липня 1791, Вільфор (департамент Лозер) — 6 серпня 1873, Буживаль) — французький політик, і державний діяч, який з 20 грудня 1848 до 31 жовтня 1849 обіймав посаду прем'єр-міністра Франції, очолюючи кабінет міністрів Другої республіки.

## Біографія
Барро Каміл-Іасінт-Оділон народився 19 липня 1791 року у місті Вільфорі, в департаменті Лозер.
До Липневої революції 1830 року Оділон Барро був популярним як адвокат при Паризькому касаційному суді.
З 1827 був членом, а згодом президентом відомого і впливового товариства «Aide-toi et le ciel t'aidera». Під час революції брав найжвавішу участь у нарадах демократичної партії, але подавав голос лише за законну боротьбу і сприяв усіма силами зведенню на французький престол молодшої гілки Бурбонів.

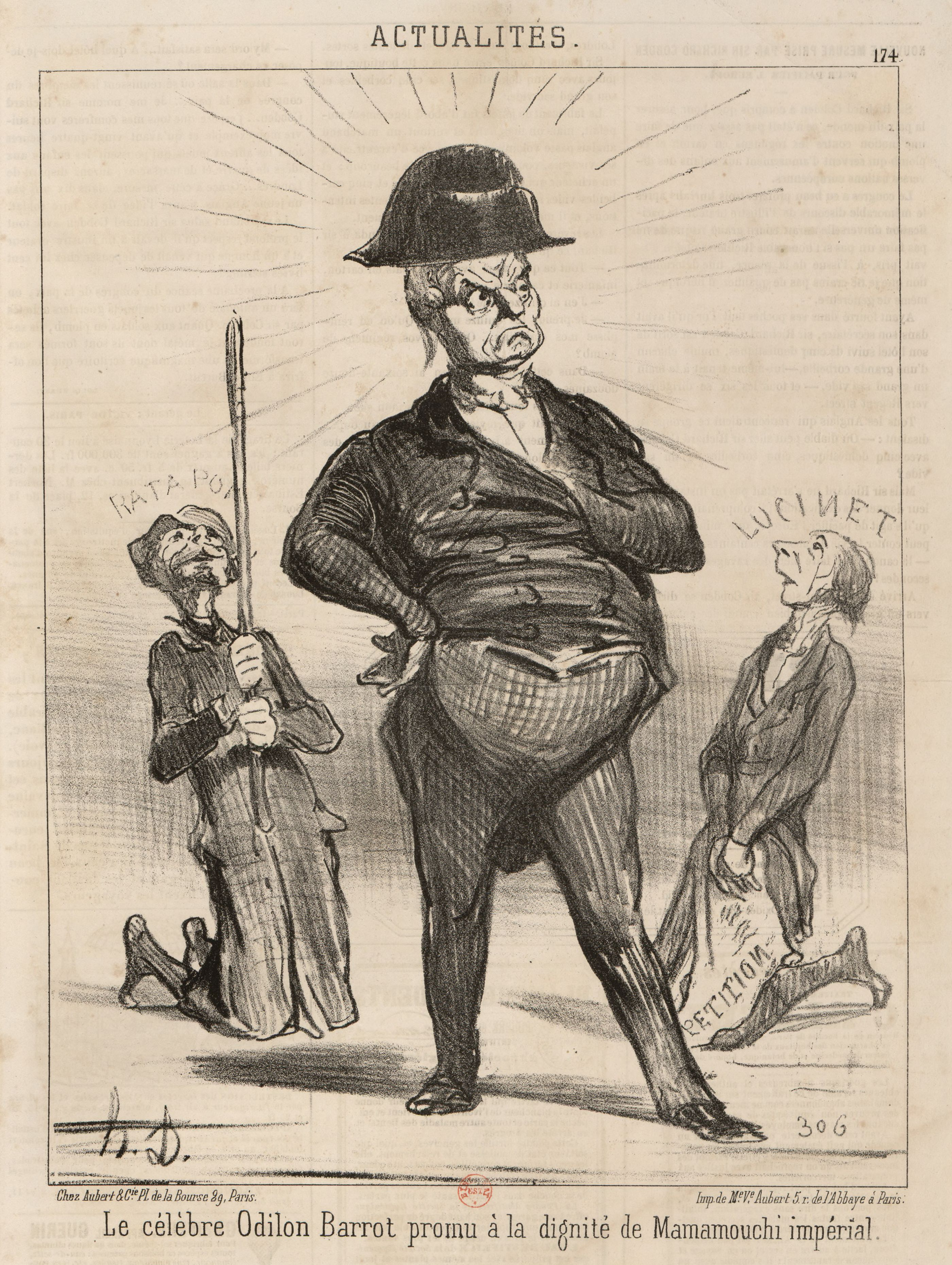
Карикатура на Оділона Барро

При Луї-Філіпі I отримав важливу посаду префекта департаменту О-де-Сен, яку займав всього пів року, склавши з себе це звання, коли його друзі Жак Лафітт і Дюпон пішли з міністерства. Відтоді його політична кар'єра зосередилася суто в французькому парламенті. Стоячи на чолі опозиції, Барро брав участь, аж до 1848 року, у всіх парламентських дебатах як депутат від Парижа, а потім по черзі від департаментів Ерського (Eure), Нижньорейнського та Енського (Aisne). Його участь і красномовство на реформістських бенкетах 1848 року чимало сприяли тому, що агітація, що схилялася до розширення права подачі голосів, пішла зовсім несподіваним для нього самого шляхом.
Щойно Барро був призначений 24 лютого 1848 президентом нового міністерства, як революція, що спалахнула, і проголошення республіки змусили його залишити цю посаду. Однак він не відійшов від справ, продовжуючи свою опозиційну парламентську діяльність як член установчих та законодавчих зборів.
При формуванні першого міністерства Луї Наполеона, Барро, призначений 20 грудня 1848 головою уряду і міністром юстиції, обмежив свободу друку й право зборів та закрив клуби. 31 жовтня 1849 року він був змушений піти у відставку, а після державного перевороту 2 грудня 1851 Барро остаточно відійшов від політики.
Втім, 22 липня 1872 Барро був обраний Національними зборами в члени державної ради, а декретом 27 липня призначений його віцеголовою.
Помер у передмісті Парижа Буживаль 6 серпня 1873 і був похований на цвинтарі Пер-Лашез.

## Основні праці
Окрім дрібних політичних брошур, Барро видав:
- 1861 — «De la centralisation et de ses effets».
- Посмертне видання 1875—1877 — «Mémoires posthumes».